# Wrzesień (film)
Wrzesień (ang. September) – amerykański dramat psychologiczny w reżyserii Woody’ego Allena z 1987. 
Posiada on kameralny charakter i wzorowany jest na dramatach Antona Czechowa. Stig Björkman porównał go, ze względu na „wyraźnie zarysowaną postać matki”, do Jesiennej sonaty Ingmara Bergmana. Tytuł filmu pochodzi od pory roku, w której rozgrywa się akcja; jest on również metaforą „jesieni życia”.
Film nie spotkał się z uznaniem w Stanach Zjednoczonych, czego sam Allen się spodziewał („Zdawałem sobie sprawę, że nie jest to danie dla wszystkich”.). Reżyser uznał ten film, wraz z Seksem nocy letniej, za swoje „dwie największe katastrofy finansowe”. Z kolei w Paryżu Wrzesień wyświetlany był w kinach przez 3 miesiące. Dochód filmu wyniósł 486 434 USD, z czego 85 731 USD przyniósł weekend otwarcia (15 seansów) przy budżecie szacowanym na ok. 10 mln USD (został on przekroczony o 20% w stosunku do pierwotnych planów).

## Historia
Pomysł na stworzenie filmu powstał podczas odwiedzin Allena w położonym na wsi domu Mii Farrow. Dom ten posłużył za wzór dla scenografii, gdyż Allen skończył pisać scenariusz pod koniec lata, kiedy nie było już możliwości kręcenia scen w tym budynku. Zdaniem reżysera przedstawiony w filmie dom jest równoważnym bohaterem, a jego znaczenie porównuje do znaczenia domu z filmu Wnętrza. Postać Lane podobna jest również do postaci Joey granej przez Mary Beth Hurt.
Allen stworzył dwie wersje filmu, które różniły się obsadą aktorską. Zdjęcia do pierwszej z nich (która zdaniem reżysera zaginęła) trwały przez 10 tygodni, od października do grudnia 1986; drugiej zaś (już po montażu pierwszej) od stycznia do czerwca 1987. Trudności przyniosło reżyserowi obsadzenie roli Howarda, którą ostatecznie zagrał Denholm Elliott (wcześniej był to Charles Durning, zastąpiony później przez Christophera Walkena oraz Sama Sheparda). Pierwotnie Elliott miał wystąpić w roli kochanka Diane. Sam Allen stwierdził:

Można by zaryzykować tezę, że amerykański przemysł filmowy produkuje pewien określony typ facetów: głównie rewolwerowców i twardzieli. Tymczasem w Anglii możesz znaleźć prawdziwych ludzi – zwyczajnych, normalnych mężczyzn, w dodatku bardzo wrażliwych. Dlatego wielokrotnie powierzałem role aktorom angielskim – w Stanach nie mogłem znaleźć nikogo, kto potrafiłby sprostać moim wymaganiom. (...) trudno byłoby mi znaleźć podobnego aktora amerykańskiego.

Zagranie roli pani Manson reżyser proponował Geny Rowlands, która odmówiła. Allen obsadził ją w swoim następnym filmie Inna kobieta. Rolę Diany pierwotnie grała matka Farrow, Maureen O’Sullivan.
W filmie wykorzystano fragment wiersza Emily Dickinson pt. Because I could not stop for Death, który recytował Walken:

Nie mogłam stanąć i czekać na śmierć
Ona sama mnie podwiozła – uprzejma.

Scena ta została później wycięta, jednak sam wiersz pojawił się w filmie Zbrodnie i wykroczenia, gdzie zaczyna recytować go Cliff (grany przez Allena), kończy zaś Lester (grany przez Alana Aldę).
Film kręcony był w studiu Kaufman Astoria Studios, zlokalizowanym w nowojorskiej dzielnicy Queens.

## Obsada
Opracowano na podstawie materiału źródłowego.
- Denholm Elliott – Howard
- Mia Farrow – Lane
- Elaine Stritch – Diane
- Jack Warden  – Lloyd
- Sam Waterston – Peter
- Diane Wiest – Stephanie
- Rosemary Murphy - pani Mason
- Ira Wheeler – pan Raines
- Jane Cecil – pani Raines

## Muzyka
W filmie wykorzystano następujące utwory: (I’d Like to Get You on a) Slow Boat to China, Out of Nowhere, Just One More Chance, My Ideal, What’ll I Do, I’m Confessin, Moonglow, When Day Is Done oraz Night and Day.